# 京成保険コンサルティング
株式会社京成保険コンサルティング（けいせいほけんコンサルティング）とは、京成グループの企業である。

## 概要
- 損害保険・生命保険代理業務、京成電鉄および京成グループ向けの物品販売を行っている。
- 1964年頃表面化した小佐野賢治による京成電鉄株買い占め問題の際、自社株の受け皿機能を発揮したといわれている[要出典]。

## 沿革
- 元来は習志野乗合自動車として発足。
- 1935年（昭和10年）7月 設立。
- 1937年京成傘下となった際に武総興発と社名変更し保険代理業を主業とした。
- 1953年に「京成開発」に改称。
- 2008年12月に現在の社名に再改称。

## 所在地
- 本社所在地 〒131-0041 東京都墨田区八広1-15-3